# Bruce Fowler
Bruce Lambourne Fowler (10 de julio de 1947) es un trombonista y compositor estadounidense. Es reconocido por haber tocado el trombón en muchos de los álbumes de Frank Zappa, de Captain Beefheart y de Fowler Brothers Band. Actualmente, se dedica a componer y arreglar bandas sonoras.
Es el hijo del profesor de jazz William L. Fowler y hermano del multiinstrumentista Walt Fowler y el bajista Tom Fowler. Además es padre de Rhea Fowler, bajista de la banda The Naturals. Bruce Fowler participa en The Band From Utopia, Mar Vista Philharmonic.

## Discografía

### Con Frank Zappa
- Over-Nite Sensation - 1973
- Apostrophe (') - 1974
- Roxy & Elsewhere - 1974
- Bongo Fury - 1975 (Captain Beefheart también aparece en este álbum)
- Studio Tan - 1978
- Sleep Dirt - 1979
- You Can't Do That on Stage Anymore, Vol. 1 - 1988
- Broadway the Hard Way - 1989
- The Best Band You Never Heard in Your Life - 1991
- You Can't Do That on Stage Anymore, Vol. 4 - 1991
- Make a Jazz Noise Here - 1991
- Beat the Boots - 1992
  - Unmitigated Audacity - 1974
  - Piquantique - 1973
- You Can't Do That on Stage Anymore, Vol. 6 - 1992
- Imaginary Diseases - 2006
- Trance-Fusion - 2006
- Wazoo - 2007

### Con Captain Beefheart
- Shiny Beast (Bat Chain Puller) - 1978
- Doc at the Radar Station - 1980
- I’m Going To Do What I Wanna Do: "Live at My Father’s Place 1978" - 2000

### Con Eric Clapton
- The Road to Escondido - 2006

### Con Stu Nevitt
- The Marion Kind - 2007

### Con Jon Larsen
- Strange News From Mars - 2007

### Con Stan Ridgway
- The Big Heat

### Trabajo en solitario
- Entropy - 1995
- Synthetic Division - 1995
- Ants Can Count - 1995